# Ehretia microphylla
Ehretia microphylla, conocida comúnmente como carmona, té de Filipinas, té de Fukien o arbusto escorpión (en chino también es conocida como ji ji shu), es un arbusto perennifolio de la familia Boraginaceae.
Es originaria del Sudeste Asiático y Australia. Es una especie muy apreciada como bonsái debido a su resistencia, sus hojas de pequeño tamaño y sus numerosas flores blancas. Igualmente, es muy apreciada en la medicina tradicional filipina. Se han realizado importantes descubrimientos médicos en relación con los compuestos químicos presentes en ella.

## Descripción
Es un arbusto o árbol pequeño de 1 a 3 m de altura, con ramillas delgadas y algo hirsutas cuando son jóvenes y la corteza es de color castaño. Sus hojas son perennes coriáceas, dispuestas en fascículos de 2 a 3, con la lámina de obovada a oblanceolada o espatulada y 1,5-4 x 1-2,5 cm, con el ápice agudo, obtuso o redondeado, la base decurrente en un pecíolo corto de 1 a 5 mm de longitud y el margen provisto de 3 a 5 dientes anchos en la parte apical, pelosas cuando jóvenes, pero escábridas por el haz en la madurez.
Las flores son sésiles o muy brevemente pediceladas, están dispuestas en cimas escorpioides de 3 a 12 unidades, ramificadas o no. El cáliz se encuentra dividido casi hasta la base en 4 o 5 lóbulos de lineares a lanceolados, de 3 a 6 mm de longitud. La corola es rotácea o campanulada, de 8 a 10 mm de diámetro, de color blanco, a veces teñida de rojo, con 4 o 5 lóbulos de 3 a 5 mm de largo. El fruto es globoso, de 4 a 6 mm de diámetro, de color anaranjado o parduzco cuando maduro, con el pericarpo delgado y una semilla en su interior. La propagación se realiza por medio de semillas o por esquejes de madera semiverde en primavera o verano.
|       |
| Rama. |

|        |
| Hojas. |

|                 |
| Flores y fruto. |

|         |
| Frutos. |

## Distribución y hábitat

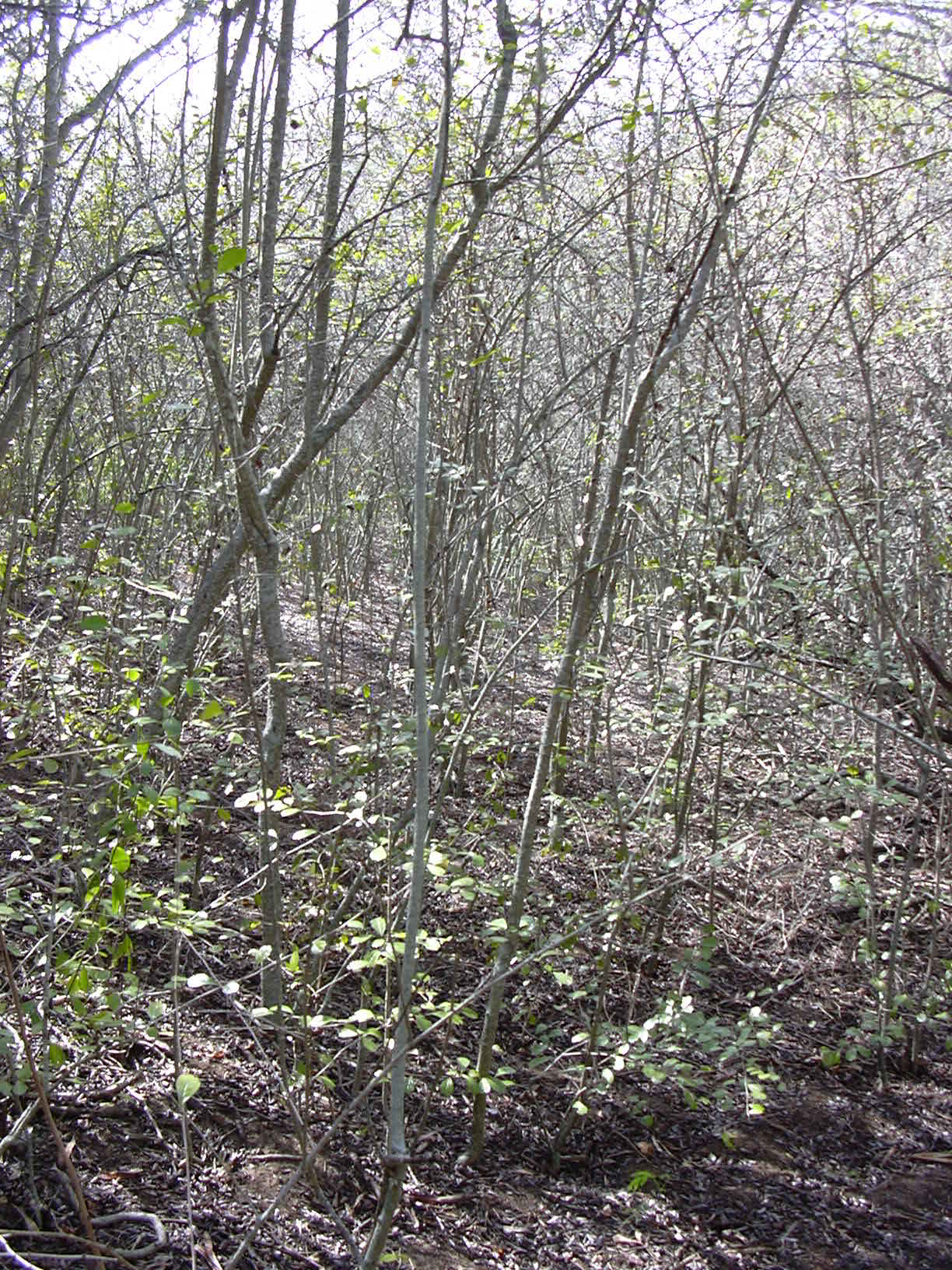
Matorral en Maui, Hawái.

Es una especie originaria del sur y este de Asia y Australia. Se encuentra distribuida por India, Sri Lanka, Indochina, sur de China, Taiwán y Japón, el área biogeográfica de Malesia, incluido el territorio australiano de Isla de Navidad, llegando a Nueva Guinea, Australia continental en la península del Cabo York y las Islas Salomón.
Se ha convertido en una mala hierba invasora en Hawái, donde es una planta ornamental muy popular; se cree que las semillas son propagadas por aves frugívoras. En la península del Cabo York forma matorrales semiperennes. En la Isla de Navidad crece en las zonas secas de las terrazas marinas, y también se encuentra en la selva.

## Plagas y enfermedades
Es una especie sensible a la araña roja, el pulgón, la clorosis, las cochinillas y las babosas. Es sensible a los insecticidas, siendo preferible la utilización de tratamientos naturales. La caída de las hojas refleja falta de agua, mientras que el color amarillo en las mismas es indicativo de un exceso de riego. Esta especie es susceptible a la pudrición de las raíces, especialmente cuando el sustrato no es adecuado, y puede verse afectada por la enfermedad de mildiu.

## Usos
Se utiliza para formar setos si se poda de forma adecuada. También se utilizada como bonsái y penjing, siendo muy popular en China y Japón. En Filipinas sus hojas se toman en infusión con fines medicinales para tratar tos, cólicos, diarreas y disentería, siendo fácil encontrarla en establecimientos alimenticios en forma de tabletas y en bolsitas de té.

### Bonsái
Es una especie muy común para bonsái debido a la facilidad de su cultivo. El sustrato debe estar formado por un 65 % de akadama, 25 % de tierra y 10% de arena, quedando excluida la arena de mar. La temperatura debe oscilar entre los 15 °C y 20 °C, por lo que es una buena planta de interior. No debe recibir la luz solar directa. El riego debe ser frecuente, pero no excesivo, pues esta especie no soporta el encharcamiento, ya que se pudren las raíces. Esto es visible por el amarilleamiento de las puntas de las hojas. Por otro lado, la falta de riego es la principal causa de muerte de la planta. Se debe trasplantar cada 2 o 3 años, eliminando en el proceso la mayor parte de la arcilla.
La poda se realiza al inicio de la primavera, acortando las ramas a 2-3 hojas y eliminando los brotes que aparecen en el tronco y ramas. No soporta el alambrado, puesto que sus ramas son muy frágiles y puede resultar antiestético debido a la aparición de arrugas. Es preferible el uso de tirantes. La planta es resistente a los patógenos, aunque puede ser atacada por pulgones y cochinillas.
|                     |
| Ejemplar de bonsái. |

|                     |
| Bonsái en una roca. |

|                    |
| Bonsái de 70 años. |

|                        |
| Bonsái en Maui, Hawái. |

### Medicina
En las hojas de esta especie se aisló un compuesto antimutágeno, cuya estructura fue explicada por medio de un análisis espectral; es 4-hidroxi-7,8,11,12,15,7′,8′,ll′,12′,15′-decahidro-β, ψ-caroteno. Los ensayos de micronúcleos realizados in vivo demostraron que el compuesto aislado redujo aproximadamente en un 68,4 % el número de eritrocitos policromáticos con micronúcleos inducidos por tetraciclina, un mutágeno.
El componente principal de las hojas es una mezcla inextricable de triterpenos formada por α-amirina (43,7 %), β-amirina (24,9 %) y baurenol (31,4 %). Esta mezcla, inoculada en ratones en una dosis de 100 mg/kg, mostró actividad analgésica en el 51 % y actividad antiinflamatoria en el 20 %. La prueba de Kruskal-Wallis mostró que esta mezcla es tan activa como el ácido mefenámico. La mezcla también resultó ser efectiva contra la diarrea. Demostrando, en la prueba de micronúcleos, que no presenta actividad mutagénica ni anti-mutagénica. La mezcla de triterpenos resultó inactiva ante Escherichia coli y presentó una actividad moderada contra Staphylococcus aureus, Candida albicans y Trichophyton mentagrophytes.

## Taxonomía
Ehretia microphylla fue descrita por Jean-Baptiste Lamarck y publicado en Tableau Encyclopédique et Methodique 1: 425. 1792.

#### Etimología
Ehretia: nombre genérico que hace el honor al botánico Georg Dionysius Ehret, un célebre botánico e ilustrador del siglo XVIII.
microphylla: epíteto latino que significa "con hojas pequeñas".